# Strada statale 452 della Contessa
La strada statale 452 della Contessa (SS 452), già strada regionale 452 della Contessa (SR 452) in Umbria e strada provinciale 452 della Contessa (SP 452) nelle Marche, è una strada statale italiana di collegamento interregionale.

## Percorso
La strada ha origine alle porte di Gubbio in località Madonna del Ponte, distaccandosi sulla strada statale 219 di Gubbio e Pian d'Assino. Il tracciato punta in direzione nord-est per tutta la sua lunghezza e raggiunge il confine con le Marche dopo meno di 10 km; in questa regione il tracciato è di breve lunghezza, innestandosi sulla ex strada statale 3 Via Flaminia in località Pontericcioli, nel comune di Cantiano.
In seguito al decreto legislativo n. 112 del 1998, dal 2001, la gestione del tratto umbro è passata dall'ANAS alla Regione Umbria che ha poi ulteriormente devoluto le competenze alla Provincia di Perugia mantenendone comunque la titolarità; la gestione del tratto marchigiano è passata dall'ANAS alla Regione Marche: in realtà su sollecitazione di quest'ultima, la strada è passata di proprietà alla Provincia di Pesaro e Urbino.
Nel 2018 la strada è tornata di competenza ANAS per tutta la lunghezza del percorso, nell'ambito del piano di "Rientro strade"

## Nome
Per quanto riguarda la denominazione della strada, un'ipotesi storica interessante è che abbia a che fare con una grande omonima bombarda quattrocentesca che nel 1447 il condottiero milanese Francesco Sforza, di lì a poco nuovo duca di Milano, si portava dietro con l'esercito in una campagna militare che allora conduceva nell'Italia centrale:
“… A dì XII del detto (luglio) passarono per Arimino le bombarde del conte Francesco che venivano da Pesaro e condussonle cinquanta paja di buoi per fino fuori dalla Porta di San Giuliano; e lì era la bombarda chiamata ‘la Contessa’ e una bronzina, la quale andava in Lombardia." (An. Chronicon ariminense, in L. A. Muratori, Rerum Italicarum Scriptores etc. C. 959, t. XV. Milano, 1727). Non conosciamo la probabilmente lunga storia di questa grande bombarda battezzata la Contessa né se fosse stata costruita a Pesaro; certo è che, come è noto, c'è una strada omonima che unisce l'Eugubino alle Marche centrali e che potrebbe forse aver preso il nome proprio da quella grossa artiglieria, nel senso che potrebbe esser stata originalmente tracciata o successivamente ampliata da guastatori militari proprio per agevolare il difficoltoso traino in campagna di detta pesante bocca da fuoco (da Guglielmo Peirce, "L'artiglieria da 'diabolica arte' a 'nuova scienza'. Storia analitica delle armi da fuoco dalle origini all'esordio della Guerra dei Trent'anni" Editrice Smashwords. Opera in corso di pubbl.)”